# Jerry Holman
Jerral Holman, detto Jerry (18 dicembre 1979), è un ex cestista statunitense.

## Carriera
Con gli Stati Uniti ha disputato i Campionati americani del 2001.

## Palmarès
- Campione USBL (2004)